# Belagerung von Akkon (1189–1191)
Philomelion – Iconium – Akkon – Arsuf – Jaffa
Die Belagerung von Akkon (28. August 1189 bis 12. Juli 1191) war das wichtigste Ereignis des Dritten Kreuzzuges im Heiligen Land. Nach zweijähriger, verlustreicher Belagerung gelang den Kreuzfahrern schließlich die Rückeroberung der strategisch wichtigen Stadt Akkon, die für die folgenden 100 Jahre die Hauptstadt des Königreichs Jerusalem wurde.

## Vorgeschichte
Nachdem Saladin die Kreuzfahrer am 4. Juli 1187 in der Schlacht bei Hattin entscheidend geschlagen hatte, konnte er seinen Gegnern nahezu ungehindert einen Großteil des Königreichs Jerusalem entreißen, darunter auch die Städte Akkon und (am 2. Oktober) Jerusalem. Die Kreuzfahrer kontrollierten danach nur noch die Städte Tyros, Tripolis und Antiochia, die Saladin im folgenden Jahr ebenfalls, wenn auch erfolglos, angriff.
Die Nachricht vom Verlust Jerusalems und Palästinas löste in Europa große Bestürzung aus, schnell wurde die Forderung nach Gegenwehr laut, und noch im Oktober 1187 rief Papst Gregor VIII. (1187–1187) zum Dritten Kreuzzug auf, den auch sein Nachfolger Clemens III. (1187–1191) weiter betrieb.
Tyros
In Tyros hatte sich Konrad von Montferrat verschanzt und Saladins Angriff Ende 1187 erfolgreich abgewehrt (Belagerung von Tyros (1187)), woraufhin der Sultan sich erst anderen Aufgaben zuwandte, dann jedoch, als Mitte 1188 die ersten Verstärkungen aus Europa über das Mittelmeer nach Tyros kamen, versuchte, die Übergabe der Stadt auf dem Verhandlungswege zu erreichen, unter anderem auch dadurch, dass er den bei Hattin gefangengenommenen König Guido von Lusignan freiließ – was jedoch den schwelenden Streit zwischen Konrad und Guido nur offen eskalieren ließ: Guido hatte die Katastrophe von Hattin verschuldet, Konrad hatte Tyros vor den Muslimen gerettet. Guido erschien vor Tyros, aber Konrad ließ ihn mit der Begründung, dass er die Stadt treuhänderisch für die anreisenden Monarchen verwalte, die über die Zukunft der Kreuzfahrerstaaten zu entscheiden hätten, nicht in die Stadt. Guido zog ab und erschien im April 1189 gemeinsam mit seiner Ehefrau, Königin Sibylle, erneut vor Tyros, wurde wiederum abgewiesen und schlug vor den Toren der Stadt sein Feldlager auf.
Im Spätfrühling 1188 hatte König Wilhelm II. von Sizilien eine Flotte mit 200 Rittern abgeschickt; am 6. April 1189 traf der Erzbischof Ubaldo von Pisa mit 52 Schiffen ein, und Guido gelang es, beide Kontingente auf seine Seite zu ziehen. Im August, Konrad verweigerte ihm weiterhin den Zutritt zur Stadt, brach er seine Zelte ab und machte sich auf den Weg nach Süden, um Akkon anzugreifen: er und seine Truppen auf der Küstenstraße, während die Pisaner und Sizilianer übers Meer fuhren. Guido brauchte dringend eine feste Basis, von der aus er den Gegenschlag gegen Saladin organisieren konnte, und da Tyros es nicht war, richtete er seinen Blick auf die 50 Kilometer südlich gelegene Stadt.

## Belagerung von Akkon
Die Hafenstadt Akkon lag auf einer nach Süden gerichteten Halbinsel im Golf von Haifa. Östlich der Altstadt befand sich der vor dem offenen Meer geschützte Hafen, im Westen und Süden die Küste mit einer starken Deichmauer. Gegen das Festland wurde Akkon durch einen doppelten, mit Türmen bewehrten Wall abgeriegelt. Aufgrund der dem Meer abgewandten Lage des Hafens galt dieser als der einzige an der gesamten Levanteküste, an dem bei jedem Wetter Schiffe be- und entladen werden konnten; Akkon war daher für die Kreuzfahrer strategisch besonders wertvoll. Die muslimische Besatzung der Stadt dürfte, als Guido am 28. August 1189 eintraf, etwa doppelt so zahlreich gewesen sein wie seine eigenen Truppen. Er versuchte, das Überraschungsmoment mit einem Sturmangriff auszunutzen, scheiterte aber damit und ließ sich vor der Stadt nieder, wo er ein befestigtes Lager errichtete und auf Verstärkung wartete, die auch wenige Tage später vom Meer her eintraf: Eine Flotte von Dänen und Friesen ersetzte die Sizilianer, die wegen des Tods ihres Königs Wilhelm II. abgezogen worden waren. Dann kamen französische und flämische Soldaten unter Jakob von Avesnes, Heinrich I. von Bar, Andreas von Brienne, Robert II. von Dreux und dessen Bruder, dem Bischof Philipp von Beauvais, Deutsche unter der Führung des Landgrafen Ludwig III. von Thüringen, dabei auch Otto I. von Geldern, sowie Italiener unter dem Erzbischof Gerhard von Ravenna und dem Bischof von Verona. Als es gelang, Konrad umzustimmen, kam die Verstärkung auch aus dieser Richtung.
Als Saladin über die Entwicklung informiert wurde, zog er sofort seine Vasallen zusammen und zog ebenfalls nach Akkon, wo er am 15. September mit seinem Angriff auf Guidos Feldlager ebenfalls scheiterte.

### Schlacht von Akkon
Am 4. Oktober 1189 dann kam es östlich der Stadt zur Konfrontation. Die Kreuzfahrerarmee unter Guido von Lusignan stellte sich der Armee Saladins zum Kampf. Die christliche Armee bestand aus den Feudalherren des Königreichs, vielen kleinen Kontingenten europäischer Kreuzfahrer und den Ritterorden, die muslimische aus Kontingenten aus Ägypten, Turkestan, Syrien und Mesopotamien.
Die Muslime standen im Halbkreis östlich der Stadt mit Blick auf Akkon, die Kreuzfahrerarmee ihnen gegenüber, die Armbrustschützen in vorderster Front, die schwere Kavallerie in der zweiten Linie.  Die Schlacht begann mit einem Angriff der Tempelritter gegen Saladins rechten Flügel. Die Tempelritter waren dabei so erfolgreich, dass der Gegner Verstärkung von anderen Stellen des Schlachtfelds schicken musste. Dadurch traf der langsame Vormarsch des christlichen Zentrums gegen Saladins eigenes Korps, in das die Armbrustschützen den Weg frei schossen, auf keinen großen Widerstand. Saladins Zentrum und seine rechte Flanke wurden in die Flucht geschlagen.
Während die Christen ihnen nachsetzten und ihre Reihen sich auflösten, auch um zur Plünderung überzugehen, ließ Saladin seinen frischen linken Flügel und seine leichte Kavallerie auf sie los, als sich die Christen mit ihrer Beute zurückziehen wollten. Kein organisierter Widerstand wurde mehr geleistet. Saladins Truppen schlugen die Flüchtenden nieder, bis sie von den ebenfalls frischen Truppen vom rechten Flügel der Christen aufgehalten wurden. In diesen Kampf wurde Guidos Reserve geworfen, die die Sarazenen in Akkon zurückhalten sollte, welche daraufhin, etwa 5000 Mann stark, die Stadt verließen und sich nördlich davon sammelten, wo sie sich mit dem Rest von Saladins rechten Flügel vereinigten und über die Tempelritter herfielen, die bei ihrem Rückzug nun schwere Verluste erlitten. Gérard de Ridefort, der Großmeister der Tempelritter, und Andreas von Brienne wurden getötet. Konrad von Montferrat musste von Guido freigekämpft werden. Am Ende verschanzten sich die Kreuzfahrer in ihren eigenen Stellungen, aus denen Saladin sie auch in der Folgezeit nicht wieder herausbekam, so dass der Erfolg der Schlacht für ihn unvollständig blieb.

### Die doppelte Belagerung
Im Lauf des Herbstes trafen weitere Europäer ein, so dass Guido nun Akkon von der Landseite her abriegeln konnte. Die Nachricht vom Anmarsch Kaiser Friedrichs I. (Barbarossa) erreichte die Kreuzfahrer, was nicht nur die Moral der christlichen Soldaten hob, sondern auch Saladin dazu veranlasste, so viel zusätzliche Truppen heranzuziehen, dass er nun seinerseits in der Lage war, die die Stadt belagernden Christen in einem zweiten Belagerungsring selbst einzuschließen.
Die nächsten fünfzehn Monate verliefen dann ohne größere Kriegshandlungen. Am 31. Oktober durchbrachen fünfzig muslimische Galeeren die christliche Seeblockade und versorgten die Stadt mit Nahrung und Waffen. Am 26. Dezember konnte eine ägyptische Flotte die Zufahrt zum Hafen zurückerobern. Im März 1190, als das Wetter besser wurde, reiste Konrad mit einigen Schiffen nach Tyros und kehrte ebenfalls mit Nachschub zurück, den er gegen den erbitterten Widerstand der muslimischen Flotte auch an Land bringen konnte. Das von Konrad mitgebrachte Baumaterial wurde zu Belagerungsmaschinen zusammengesetzt, die bei einem versuchten Sturmangriff am 5. Mai aber wieder verloren gingen.
Am 19. Mai begann Saladin, der in den vergangenen Monaten sein Heer weiter verstärkt hatte, einen Angriff auf das christliche Lager, der acht Tage dauerte, bis er abgewehrt werden konnte. Am 25. Juli griffen christliche Soldaten gegen den Befehl ihrer Führung Saladins rechte Flanke an und wurden dabei aufgerieben. Den Sommer über trafen weitere Verstärkungen ein, Franzosen unter Führung von Heinrich II. von Champagne, dabei auch Theobald V. von Blois und Stephan I. von Sancerre, sein Bruder, Rudolf von Clermont, der Connétable von Frankreich; Johann von Fontigny, Alain von Saint-Valéry, der Erzbischof von Besançon, der Bischof von Blois und der Bischof von Toul. Friedrich VI. von Schwaben traf Anfang Oktober mit den Resten von Barbarossas Armee ein, nachdem sein Vater am 10. Juni im Saleph ertrunken war und er dessen sterbliche Überreste teilweise in Tarsos, Antiochia und Tyros zurückgelassen hatte. Kurz darauf landeten Engländer unter Balduin von Exeter, dem Erzbischof von Canterbury. Im Oktober fiel der Graf von Bar, im November gelang den Christen ein Durchbruch nach Haifa, durch den noch einmal Nahrung ins Lager geschafft werden konnte.
Das Leben in der Stadt und im Lager der Christen wurde nach der Einschließung durch Saladin schnell schwierig. Lebensmittel blieben knapp, Wasser gab es ohnehin nicht genügend, die Hygiene brach bald zusammen, Seuchen machten sich breit. Ludwig von Thüringen machte sich – wohl malariakrank – auf den Rückweg, als die Franzosen eingetroffen waren, und starb auf der Überfahrt nach Zypern am 16. Oktober. Im Herbst starb Königin Sibylle von Jerusalem, wenige Tage nach ihren beiden Töchtern, wodurch Guido die Krone, die er aus dem Recht seiner Frau trug, ebenso verlor wie die Aussicht, auf lange Sicht für seine Kinder die Regentschaft führen zu können.
Die beidseitige Resignation führte zu einer Art Weltuntergangsstimmung unter den Kämpfenden. Johannes Lehmann bezieht sich auf die Aufzeichnungen des arabischen Chronisten Baha ad-Din und beschreibt, dass die Fraktionen sich „dadurch genähert [hätten], daß sie sich kennenlernten und miteinander Gespräche führten; wer müde war, legte die Waffen ab und mischte sich unter die anderen; es wurde gesungen und getanzt, und man gab sich der Freude hin; kurz die beiden Parteien wurden Freunde, bis einen Augenblick danach der Krieg wieder begann.“
Die Barone des Reiches nutzten die Gelegenheit, sich Guidos zu entledigen, und arrangierten die Eheschließung Konrads von Montferrat mit Sibylles Schwester Isabella, obwohl beide anderweitig bereits verheiratet waren, wobei sich die Wahl des Priesters als größtes Problem darstellte: Patriarch Heraclius war erkrankt, der von ihm ernannte Vertreter Balduin von Canterbury weigerte sich (er gehörte ebenso wie Guido auf die englische Seite des Heeres), starb aber überraschend am 19. November, so dass der Erzbischof von Pisa und Apostolische Legat schließlich seine Zustimmung und der Bischof von Beauvais am 24. November seinen Segen geben konnten: Konrad von Montferrat war nun Herrscher an Guidos Stelle und zog sich mit Isabella nach Tyros zurück, wo Isabella im Jahr darauf eine Tochter bekam, Maria. Der Fortbestand des Herrscherhauses war damit erst einmal gesichert.
Saladins Heer war jetzt so groß, dass für die Kreuzfahrer auf dem Landweg kein Durchkommen mehr war, und der Winter sorgte dafür, dass auch übers Meer kein Nachschub mehr hereinkam. Im christlichen Feldlager begannen die Seuchen, die Macht zu übernehmen. Theobald von Blois und Stephan von Sancerre erlagen ihnen, am 20. Januar 1191 auch Friedrich von Schwaben, der Kaisersohn. Heinrich von Champagne kämpfte viele Wochen lang mit dem Tod, genas aber wieder. Leopold V. von Österreich, der im Frühjahr eingetroffen war, übernahm die Führung. Am 31. Dezember war der Versuch gescheitert, die Stadtmauern zu übersteigen. Am 6. Januar 1191 führte der teilweise Einsturz der Mauern dazu, dass die Christen mehrere Versuche starteten, die muslimische Garnison zu überrennen. Am 13. Februar gelang es Saladin, die christlichen Linien zu durchbrechen, so dass er die erschöpften Verteidiger durch eine neue Garnison ersetzen konnte – ansonsten wollte er abwarten, bis die Seuchen die Arbeit für ihn getan hätten. Als dann aber im März das Wetter besser wurde und über den freien Küstenstreifen Schiffe ihre Ladung wieder löschen konnten, war für die Christen die Gefahr des Scheiterns erst einmal gebannt – und als sie die Nachricht mitbrachten, dass die Ankunft der Könige Philipp II. August von Frankreich und Richard Löwenherz von England bevorstand, war Saladins Chance auf einen Sieg erst einmal vorbei.

## Die Könige vor Akkon
Philipp August traf am 20. April 1191 ein, Richard am 8. Juni, nachdem er – leichtfertig in Anbetracht der Situation vor Akkon – die Gelegenheit genutzt hatte, um „en passant“ Zypern zu erobern.

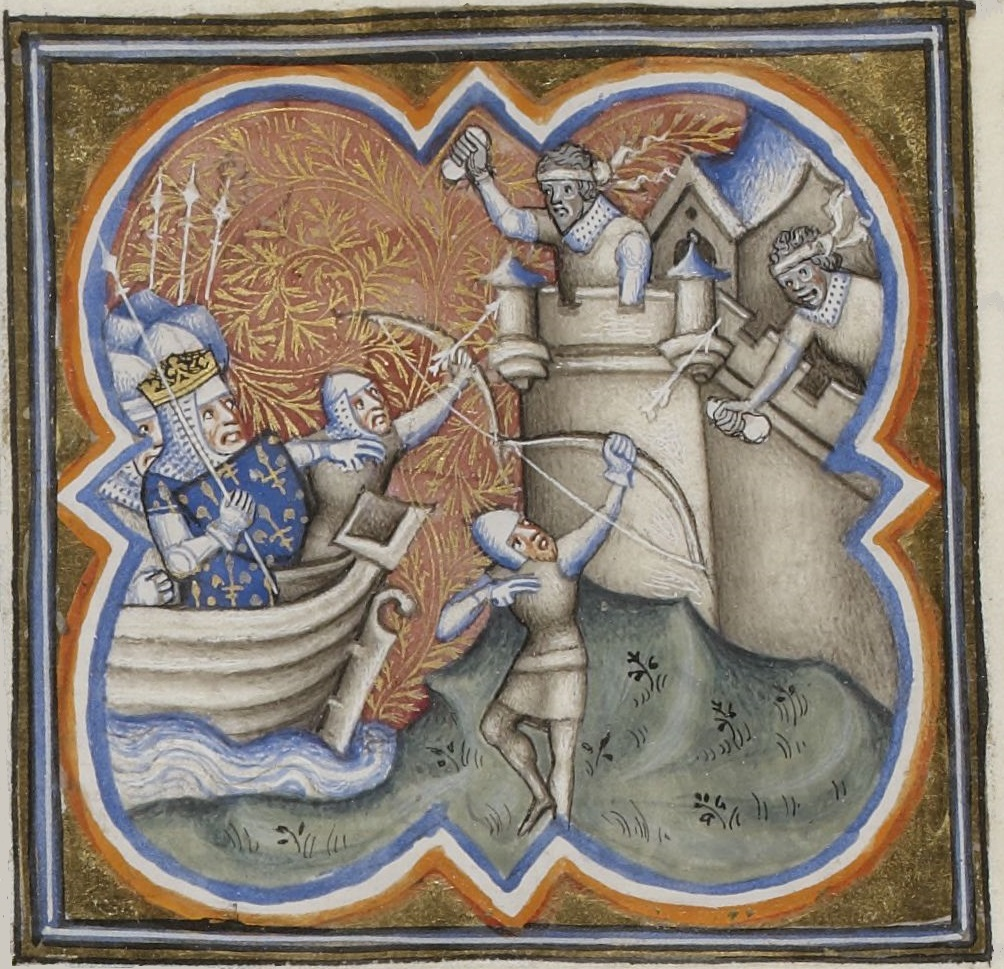
Philipp August belagert Akkon (Miniatur aus dem 14. Jhd.)

Philipp August hatte die Zeit bis zu Richards Ankunft genutzt, um Belagerungsmaschinen bauen und einsetzen zu lassen. Die Herrschaft über das Meer ging nun wieder auf die christliche Seite über, jetzt war es die Stadt, die abgeriegelt war. Richard bemühte sich um eine Zusammenkunft mit Saladin. Dazu wurde ein dreitägiger Waffenstillstand vereinbart; allerdings kam das Treffen dann nicht zustande, weil sowohl Philipp August als auch Richard an einem Fieber erkrankten. In dieser Zeit starb auch der Patriarch Heraclius.
Die Belagerungsmaschinen schlugen Breschen in die Stadtmauern, aber jede neue Bresche führte zu einem Angriff Saladins, so dass die Christen sich der neuen Herausforderung zuwandten und die Einwohner Akkons die Gelegenheit hatten, ihre Mauer wieder zu reparieren.
Am 1. Juli starb Philipp von Elsass im Feldlager, was den französischen König in Zeitnot brachte, da Philipp, der mit den Grafschaften Flandern und Vermandois einer seiner wichtigsten Gefolgsleute war, keinen Nachfolger hatte und sein Tod die Anwesenheit des Königs in Frankreich zur Regelung der Erbsache dringend erforderlich machte.

### Kapitulation Akkons

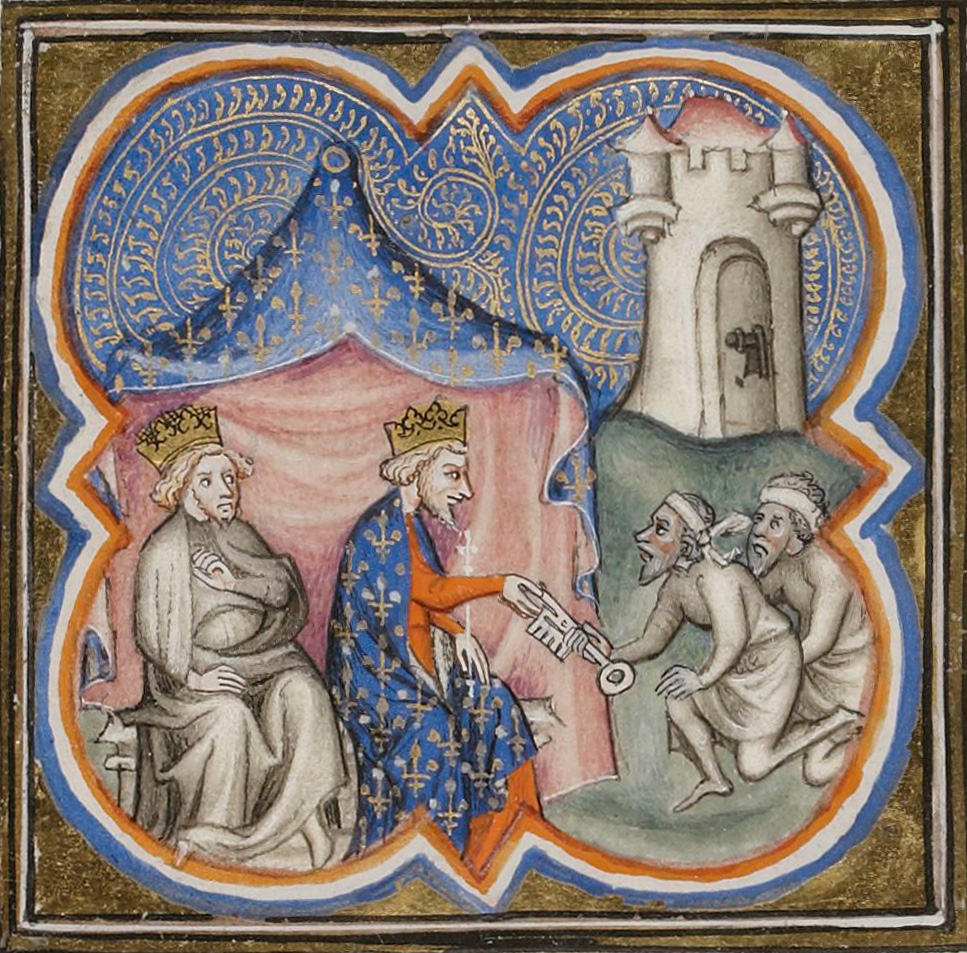
Akkon kapituliert vor Philipp und Richard. Grandes Chroniques de France, Frankreich, 14. Jahrhundert. Paris, Bibliothèque Nationale de France, Ms. fr. 2813, fol. 238v.

Am 3. Juli wurde wieder eine ausreichend große Bresche geschlagen, der Angriff aber zurückgeschlagen. Am 4. Juli bot die Stadt ihre Übergabe an, zu Bedingungen allerdings, die Richard ablehnte. Saladin gelang es nicht, sein Heer zu einem Großangriff zu formieren, als er davon erfuhr. Am 7. Juli setzte sich die Stadt ein letztes Mal mit ihm in Verbindung, bat um Hilfe und drohte anderenfalls mit der Kapitulation. Am 11. Juli kam es zu einem letzten Gefecht, und am 12. Juli wurde die Übergabe der Stadt angeboten und angenommen, da die Kapitulationsbedingungen diesmal vertretbar erschienen. Saladin, der an den Verhandlungen nicht beteiligt war, akzeptierte die Vorgehensweise seiner Untergebenen. Die muslimische Garnison ging in Gefangenschaft, die Christen zogen in die Stadt ein.
Leopold von Österreich reiste kurze Zeit später ab, nachdem er sich mit Richard völlig zerstritten hatte: Er hatte als Anführer des deutschen Kontingents den gleichen Rang wie Philipp und Richard gefordert, war aber rüde zurückgewiesen worden. Als Rache ließ Leopold König Richard später auf dessen Rückreise nach England gefangen nehmen und an den Deutschen Kaiser ausliefern, der ihn erst gegen ein enormes Lösegeld wieder freiließ. Am 31. Juli kehrte auch Philipp August dem Heiligen Land den Rücken, um die Vermandois-Erbschaft zu regeln, so dass Richard nun den alleinigen Oberbefehl innehatte. Auch der Chronist Roger von Hoveden kehrte in die Heimat zurück.

### Massaker an den muslimischen Gefangenen
An Richard und Saladin lag es jetzt, die mit der Stadt gemachte Übereinkunft umzusetzen. Die Christen begannen damit, die Verteidigungsanlagen wieder aufzubauen. Saladin ließ Geld und die von ihm zu übergebenden Gefangenen zusammenholen. Am 11. August begann Saladin die erste von drei vorgesehenen Übergaben, die aber von Richard zurückgewiesen wurde, weil einige namentlich benannte Adlige fehlen würden – die Übergabe wurde abgebrochen, die folgenden Verhandlungen kamen nicht voran. Am 20. August stellte Richard, der die Stadt ebenfalls hinter sich lassen wollte, fest, Saladin habe seinen Teil der Abmachung nicht eingehalten, und befahl, die 2.700 muslimischen Gefangenen, Männer, Frauen und Kinder aus der Garnison von Akkon zu töten. Angriffe der Muslime, die dies zu verhindern suchten, wurden zurückgeschlagen. Zwei Tage später, am 22. August 1191, verließen Richard und die Kreuzfahrer die Stadt.
Der Hintergrund der Entscheidung Richards war, dass Konrad von Montferrat hinter Richards Rücken mit Saladin Verhandlungen über einen Separatfrieden anstrebte. Etwa die Hälfte der Gefangenen wurde vom französischen Kreuzfahrerkontingent bewacht und wurde von Konrad als Verhandlungsmasse eines solchen Separatsfriedens verwendet. Durch das Massaker an den Gefangenen entschied Richard diesen internen Konflikt für sich und demonstrierte drastisch seine Entschlossenheit.

## Folgen
Die Kreuzfahrer zogen nach Süden weiter, rechts von sich das Meer, links Saladins Heer, das die gleiche Richtung einschlug. Am 7. September kam es zur Schlacht von Arsuf nördlich von Jaffa, bei der Saladin unterlag. Richard eroberte Jaffa am 10. September, schaffte sein eigentliches Ziel, die Eroberung Jerusalems, bis zum Sommer 1192 aber nicht. Als immer deutlicher wurde, dass sein Bruder Johann Ohneland sich in England zum Usurpator entwickelte, schloss Richard am 2. September 1192 den Dritten Kreuzzug durch einen Vertrag mit Saladin ab und machte sich selbst ebenfalls auf die Rückreise, wurde aber in Österreich aufgegriffen und gefangengesetzt, so dass es bis 1194 dauerte, bis er wieder in England war.
Das Königreich Jerusalem war nun mit der Hauptstadt Akkon und als schmaler Küstenstreifen entlang des Mittelmeeres vorläufig gesichert. Erst 1291 wurde Akkon als letzte Festung der Christen von den Mamluken erobert.
Die Belagerung von Akkon war das Ereignis der gesamten Kreuzzüge, das die meisten Leben von Angehörigen der christlichen Führungsschicht forderte. Die Verluste beim christlichen Hochadel beliefen sich auf eine Königin, sechs Erzbischöfe und Patriarchen, zwölf Bischöfe, vierzig Herzöge und Grafen und 500 weitere hohe Adlige. Die große Zahl der gefallenen Ritter aus niederem Adel sowie die enormen Scharen des nicht-adligen Fußvolks blieben ungezählt. Für viele der Toten waren nicht Verletzungen aus dem Kampf, sondern Krankheiten und Unterernährung die Todesursache.